# Петров, Евгений Степанович (кинорежиссёр)
Евгений Степанович Петров (5 ноября 1903, Нижний Новгород — 1942, на фронте / 1965, США) — советский кинорежиссёр.

## Биография
Родился 5 ноября (23 октября) 1903 года в Нижнем Новгороде. Сын писателя Степана Гавриловича Петрова (Скитальца).
В 1922 году окончил трудовую пролетарскую школу имени К. Маркса в Симбирске (ныне Гимназия № 1); в годы учёбы был в 1918—1921 годах актёром любительской драматической студии в Симбирске.
В 1924 году окончил актёрское отделение студии Пролеткино в Москве, затем в 1924—1925 годах учился на актёрском отделении Государственного техникума кинематографии.
В 1925 году — корреспондент газеты «Кино», заместитель управделами Ассоциации революционных кинематографистов, автор популярной брошюры «Киноактёр перед киноаппаратом».
В 1925—1934 годах — режиссёр ряда киностудий, снял несколько игровых картин.
С 1934 года — режиссер «Мостехфильма», где снял несколько документальных и учебных фильмов.
По ряду источников считается погибшим во время Великой Отечественной войны — 19 августа 1942 года в Орловской области, по документам — пропал без вести.

### Контр-биография
В ряде источников указывается, что в 1942 году он не погиб, а добровольно перешёл к немцам, у которых работал под псевдонимом «Степанов». Написал сценарий фильма «Волки» на антипартизанскую тематику, вероятно, по мотивам пьесы «Волк» С. Широкова, но в связи с утратой актуальности (отступление немцев с оккупированных советских территорий) фильм снят не был. В 1943 г. снял пропагандистский фильм «Казачья песнь» о казаках вермахта.
Как установил историк И. Петров, после войны Е. С. Петров (Степанов) как перемещённое лицо в июле 1950 г. отбыл в США с женой и 16-месячной дочкой. Стал одним из лидеров диссидентской «Кронштадской группы», автором ряда антисоветских книг под псевдонимом Петров-Скиталец. Умер в 1964 или 1965 году.

## Фильмография

### Художественные фильмы
- Кто-кого (1925)
- Тревога (1927) — совместно с А. Г. Усольцевым-Гарфом
- Кузня Уть (1928)
- Ледяная судьба (1928)

... все его игровые фильмы 20-х годов утрачены. Особенно жаль «Тревогу», которую считали одной из лучших производственных кинодрам 20-х годов.— киновед Ирина Гращенкова, «Киноантропология XX/20» 2014

### Документальные фильмы
- Червонная Беларусь (1928)
- Крик в пустыне (1934)

### Документальные фильмы военно-оборонной тематики
- «Связь в строевом полку» (1932)
- «Борьба за горные перевалы» (1932) и др.[10]
- «Казачья песнь» (Kosakenlied, 1943—1944)[11] — пропагандистский фильм о казачьих частях нацистской Германии